# Allarmont
Allarmont ist eine französische Gemeinde mit 209 Einwohnern (Stand 1. Januar 2022) im Département Vosges in der Region Grand Est (bis 2015 Lothringen). Sie gehört zum Kanton Raon-l’Étape im Arrondissement Saint-Dié-des-Vosges.

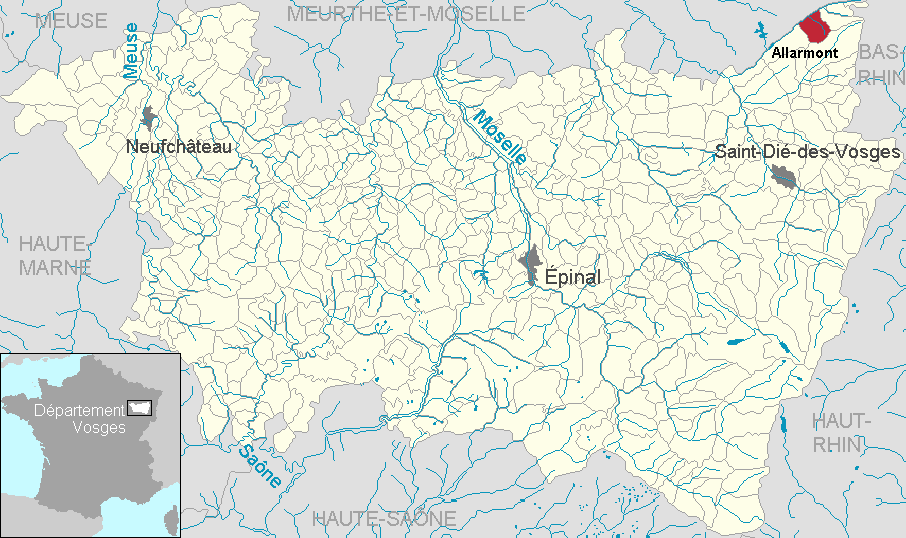
Lage der Gemeinde Allarmont
im Département Vosges

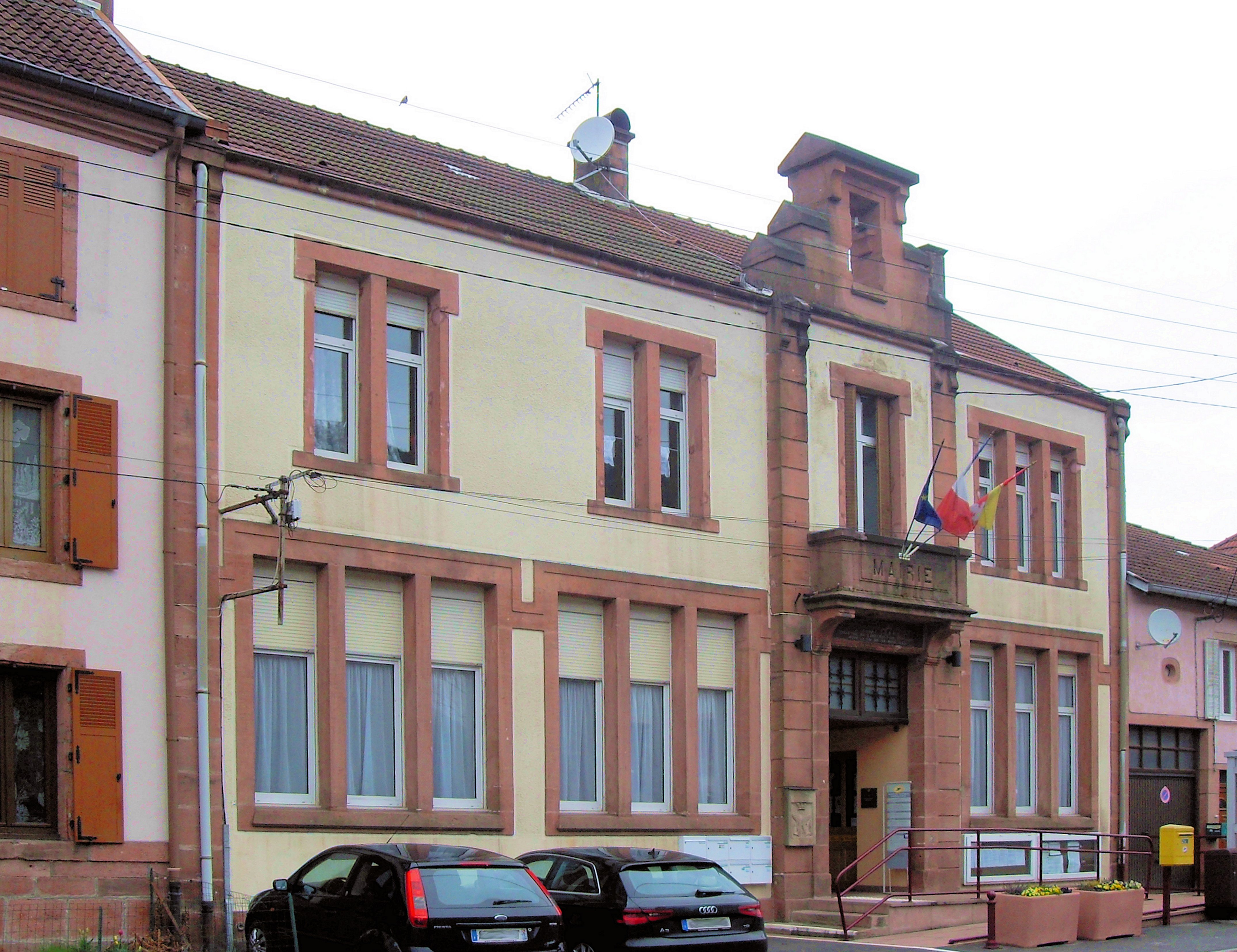
Mairie (Rathaus) Allarmont

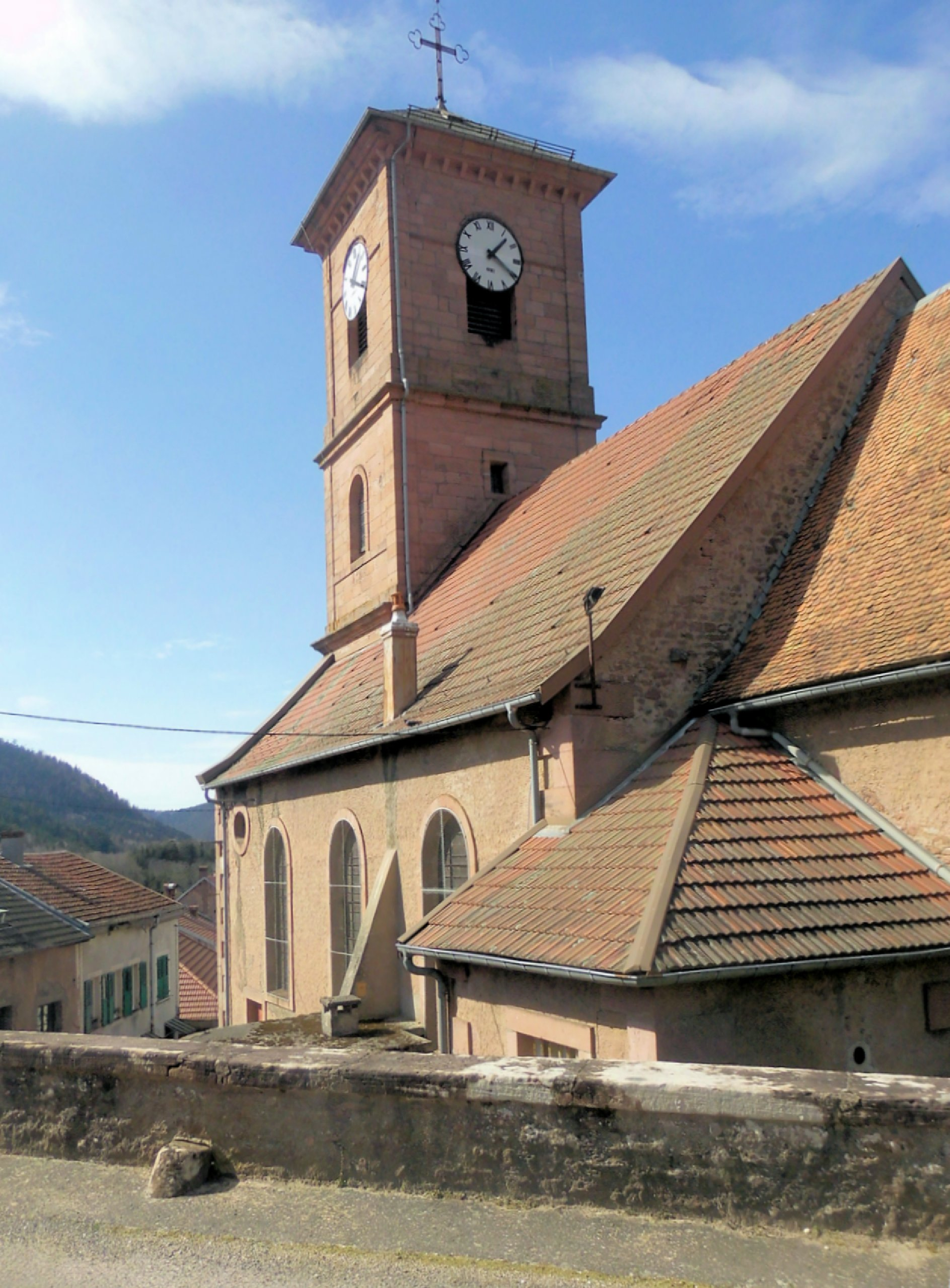
Ostseite der Kirche Saint-Léonard

## Geografie
Die Gemeinde Allarmont liegt in den Vogesen am linken Ufer der Plaine. Die Gemeinde Bionville am gegenüberliegenden Ufer gehört zum Département Meurthe-et-Moselle. Das Gebiet im Plainetal wird von Wäldern dominiert, von denen ungefähr 200 Hektar zur Gemarkung von Allarmont gehören. Zu Allarmont gehört der Ortsteil La Sciotte in einem Seitental der Plaine. Den höchsten Punkt in der Gemeinde bildet der Osthang der Tête de Coquin mit 813 m.

## Bevölkerungsentwicklung
| Jahr      | 1962 | 1968 | 1975 | 1982 | 1990 | 1999 | 2007 | 2020 |
| Einwohner | 338  | 317  | 265  | 206  | 246  | 271  | 246  | 200  |

## Sehenswürdigkeiten
- Kirche Saint-Léonard